# Megachile davidsoni
Megachile davidsoni är en biart som beskrevs av Cockerell 1902. Megachile davidsoni ingår i släktet tapetserarbin, och familjen buksamlarbin. Inga underarter finns listade i Catalogue of Life.